# Cross-Update
Cross-Updates sind preisvergünstigte Produktangebote von Softwareherstellern, die sich an Nutzer von Programmen konkurrierender Hersteller richten. Kaufanreiz ist dabei oft eine meist erhebliche Reduktion des Kaufpreises etwa auf das Niveau einer Updateversion des eigenen Produkts. Dabei kann es bestimmte Bedingungen geben: Der Nutzer muss beispielsweise ein Programm aus demselben Aufgabenbereich von der Konkurrenz im Einsatz haben wie das, das er erwerben möchte (Brennprogramm, Malprogramm etc.) und möglicherweise zudem die Lizenz seines bisherigen Programms vorlegen.
Der Begriff „Cross-Update“ ist also irreführend, da es sich dabei nicht um ein Update im eigentlichen Sinne handelt, bei dem eine betagte Softwareinstallation auf eine neuere Version desselben Produkts aktualisiert wird. Vielmehr ist es eine Marketingmaßnahme, die zum Ziel hat, Umsatz zu generieren und den eigenen Marktanteil durch Abwerben von Kunden von der Konkurrenz zu vergrößern.